# Campylopus matarensis
Campylopus matarensis är en bladmossart som beskrevs av Bescherelle 1880. Campylopus matarensis ingår i släktet nervmossor, och familjen Dicranaceae. Inga underarter finns listade i Catalogue of Life.